# Vincent-F. Chagnon
Vincent-Ferrier Chagnon, connu sous le nom de Vincent-F. Chagnon (Saint-Hyacinthe, 13 décembre 1915 - Lévis, 15 janvier 1999 à l'âge de 83 ans) est un fonctionnaire provincial, un homme politique et un maire de Lévis au Québec.

## Études et mariage à Montréal
Il fit ses études au Collège Villeray et au Collège Grasset à Montréal où il obtint un baccalauréat ès arts.
Le 25 novembre 1938, il avait épousé Candide Caron, fille de Josaphat Caron (cultivateur) et de Rose Alma Carle, à Montréal, dans la paroisse Saint-Alphonse-d'Youville.
Ils auront six enfants nommés Louise, Pierre, Thérèse, Jacques, Hélène et Paul[réf. nécessaire].
Il devint par la suite fonctionnaire provincial et il travailla pendant trente-deux ans au ministère de l'Agriculture et de la Colonisation à titre de chef de service des travaux et directeur général de la colonisation.

## Implication au niveau scolaire à Lévis
En 1961, il fut nommé commissaire d'école à la Commission scolaire de Lévis et en fut le président de 1962 à 1968.
En 1963, il fut le fondateur de la Commission scolaire régionale Louis-Fréchette (aujourd'hui nommée la Commission scolaire des Navigateurs) et il sera élu président jusqu'en 1968.

## Maire de Lévis et député provincial du comté de Lévis
Élu maire de Lévis en 1966, il succéda au Dr. Clément-M. Thivierge.
Vincent-F. Chagnon sera maire de Lévis de 1966 à 1990. Il s'agit du plus long règne municipal (24 ans) pour cette ville qui existe depuis 1861.
En 1973, il sera élu député provincial libéral dans le comté de Lévis, mais il sera défait par Jean Garon lors de la montée du Parti québécois en 1976.
De 1982 à 1990, il fut préfet de la MRC Desjardins.
Parmi ses autres fonctions, il fut nommé vice-président et administrateur de la caisse populaire Christ-Roi, directeur du Bureau de développement économique du Québec métropolitain, membre de la Chambre de commerce de Lévis et président-fondateur de l'Œuvre des terrains de jeux de Lévis.
Il était aussi membre des Chevaliers de Colomb de Lévis.
Parmi ses réalisations, on note le réaménagement du secteur commercial nommé Le Rond-Point (à l'angle de la route du Président-Kennedy et du boulevard Guillaume-Couture), la construction du centre commercial Les Galeries Chagnon en 1972, l'aménagement du stade Georges-Maranda, ainsi que plusieurs quartiers résidentiels.

## Liens d'amitié avec la France
Le maire Chagnon était un ami proche de l'homme politique français Laurent Fabius. Il a établi des relations entre la ville de Lévis et la ville du Grand-Quevilly, dont  M. Fabius a été maire. Les deux villes sont jumelées depuis 1969.

## Premières fusions municipales
Le maire Chagnon était un visionnaire dont le style administratif ressemblait à celui de l'ancien maire Jean Drapeau de Montréal. Un de ses grands rêves était de réaliser la fusion de la ville de Lévis avec la ville voisine de Lauzon pour former la plus grande ville au sud de la ville de Québec. La première phase de la fusion municipale, avec la ville de Lauzon, eut lieu en 1989 et la seconde phase eut lieu avec la ville de Saint-David-de-l'Auberivière en 1990. La nouvelle ville fut nommée ville de Lévis-Lauzon en 1990-1991, mais elle retrouva son nom d'origine, « Lévis », en 1991. La troisième phase sera réalisée sous le règne du maire Jean Garon en 2001. Elle engloba toutes les villes situées au sud et à l'ouest de l'ancienne ville fondée en 1861.

## Retraite et décès
Entre 1990 et 1999, l'ancien maire Chagnon suivait la politique municipale de très près, malgré une santé fragile dans les dernières années de sa vie. Il a résidé sur la rue du Christ-Roi, près de l'église du même nom, jusqu'en 1999. Il est mort à Lévis, le 15 janvier 1999, à l'âge de 83 ans et 1 mois. Il fut inhumé le 18 janvier au Mausolée du cimetière Mont-Marie de Lévis.

## Distinctions
- Le centre commercial Les Galeries Chagnon est nommé en son honneur depuis 1973.
- La rue Vincent-Chagnon fut nommée en son honneur le 28 février 1977[4].